# Evangelische Stadtkirche Emmendingen

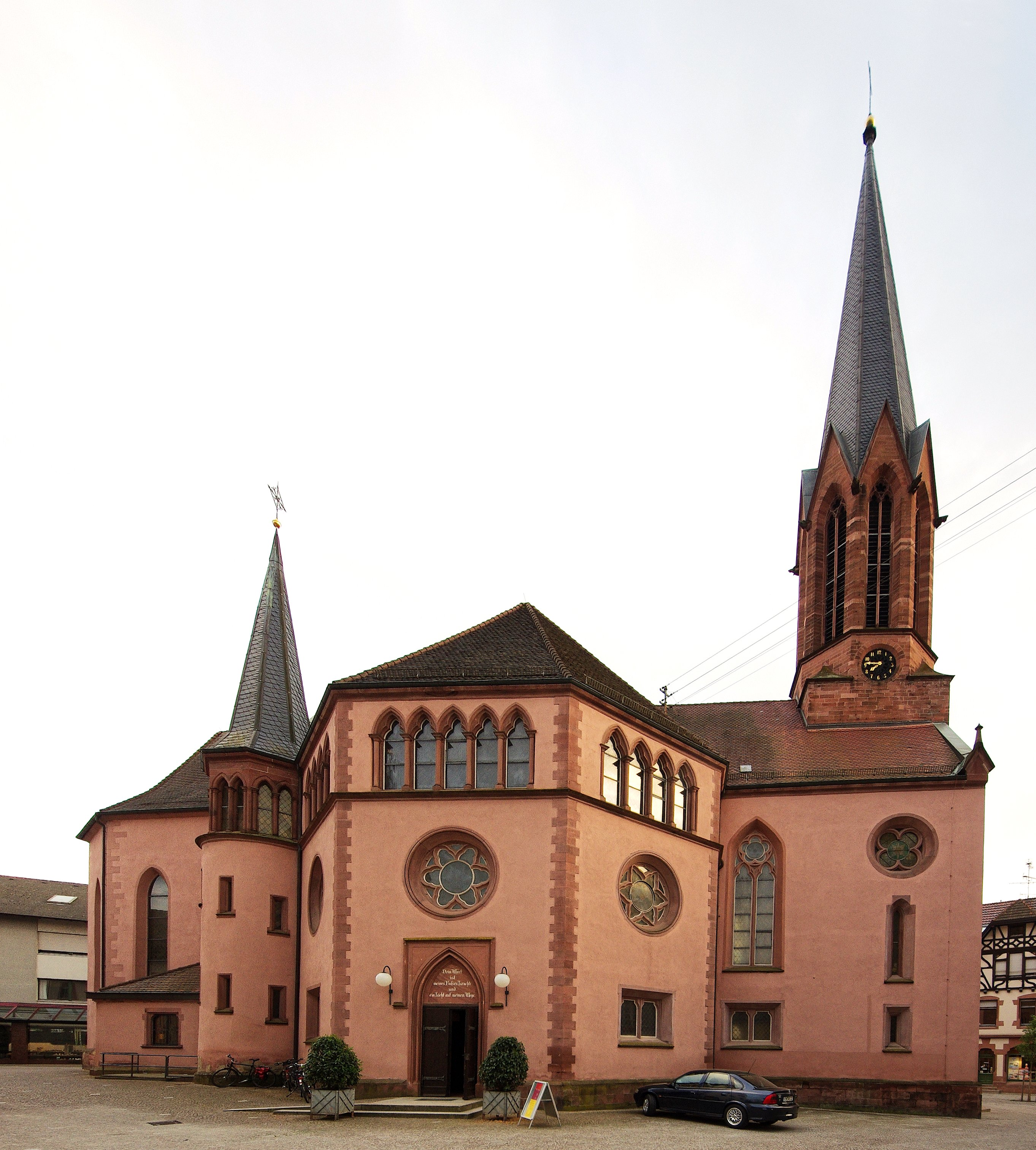
Evangelische Stadtkirche Emmendingen

Die Evangelische Stadtkirche Emmendingen steht im Zentrum der deutschen Kreisstadt Emmendingen im Südwesten Baden-Württembergs. Sie gehört zur Evangelischen Kirchengemeinde Emmendingen im Kirchenbezirk Emmendingen im Kirchenkreis Südbaden der Evangelischen Landeskirche in Baden.

## Geschichte
Der älteste Teil der bestehenden Kirche ist der gotische Chor, der 1492/93 vom Freiburger Münsterbaumeister Hans Niesenberger errichtet wurde. Er gehörte zu einer Kirche, die 1430 begonnen wurde und eine ältere Kirche ersetzte, die 1424 zerstört worden war. Als 1556 in Emmendingen als badischer Stadt die Reformation eingeführt wurde, diente das Gotteshaus von da an der evangelischen Gemeinde. Im Laufe der Jahrhunderte wurde die Kirche aber zu klein für die Zahl der Gläubigen und auch baufällig, so dass 1813–1815 an den alten Chor eine klassizistische Kirche unter Aufsicht des Architekten Friedrich Weinbrenner angebaut wurde. Vierzig Jahre später war der Turm dieser Kirche so baufällig, dass er abgebrochen werden musste und 1858/59 durch einen neuen Turm im neogotischen Stil ersetzt wurde. Bald meinte man dann aber in der Kirchengemeinde, „dass das bestehende Kirchengebäude dem feineren Geschmack der Zeit nicht mehr entspreche“. Deshalb wurde 1903 bis 1905 das alte Kirchenschiff zwischen Chor und Kirchturm abgerissen und durch einen kreuzförmigen Neubau, nun ebenfalls im neogotischen Stil, ersetzt.

## Ausstattung
Der Chor hat ein Kreuzrippengewölbe, das Kirchenschiff ist mit einer bemalten Flachdecke versehen. Taufstein, Kanzel, Altar und Kirchengestühl sind im neogotischen Stil der Zeit vor dem Ersten Weltkrieg gehalten. Im Chor findet sich ein Reliefbild aus der Zeit der Renaissance, das den Markgrafen Karl II. (1529–1577) darstellt, der 1556 die Reformation eingeführt hatte. Es befand sich ursprünglich in der Hochburg und wurde nach Renovierung durch Christian Wentzinger 1749 in die Kirche versetzt. Im Chorraum befinden sich auch mehrere Grabmale, unter anderen auch solche für Angehörige der Familie der Markgrafen von Baden-Hachberg. Das älteste und wertvollste Kunstwerk in der Kirche ist ein spätgotisches Kruzifix aus dem 15. Jahrhundert, das unter dem Chorbogen über dem Altar aufgehängt ist.

## Orgel
Die Orgel wurde 1988 von der Orgelwerkstatt Peter Vier gefertigt. Sie umfasst 37 Register auf drei Manualen und Pedal. Gemäß der oberrheinischen Orgeltradition ist das Instrument einem barocken Klangempfinden verpflichtet, aber auch romantische oder modernere Werke können gut interpretiert werden. Der Orgelprospekt fügt sich mit seinen neugotischen Formelementen in die aktuelle Architektur der Kirche ein.

## Glocken
Im Kirchturm der Stadtkirche hängen vier Glocken. Drei wurden 1949 in der Glockengießerei Grüninger in Neu-Ulm gegossen, die vierte und kleinste wurde 1956 zum vierhundertsten Reformationsjubiläum in Emmendingen von der Karlsruher Glocken- und Kunstgießerei gefertigt.
Übersicht
| Glocke | Name                                          | Gewicht | Schlagton | Inschrift |
| ------ | --------------------------------------------- | ------- | --------- | --- |
| 1      | Christusglocke                                | 1400 kg | es′       | „Jesus Christus gestern und heute und derselbe in Ewigkeit.“ (Hebräer 13, 8)                                         |
| 2      | Gefallenen-Gedächtnisglocke / Betglocke       | 700 kg  | g′        | „Ehre sei Gott in der Höhe und Friede auf Erden und den Menschen ein Wohlgefallen.“ (Lukas 2, 14)                    |
| 3      | Luther- oder Trauglocke                       | 400 kg  | b′        | „Unser Glaube ist der Sieg, der die Welt überwunden hat.“ (1. Johannes 5, 4b)                                        |
| 4      | Reformations-Gedächtnisglocke oder Taufglocke | 300 kg  | c″        | „1556 – Erhalt uns, Herr, bei deinem Wort – 1956 / Wer da glaubt und getauft wird, der wird selig.“ (Markus 16, 16a) |

## Nachweise
1. ↑  Aus der Einweihungsschrift 1905, zitiert nach dem Kirchenführer
2. ↑  Glocken der Evangelische Stadtkirche Emmendingen auf youtube.com

Koordinaten: 48° 7′ 16,8″ N, 7° 50′ 57,9″ O